# Rocznik Historii Czasopiśmiennictwa Polskiego
Rocznik Historii Czasopiśmiennictwa Polskiego – rocznik wydawany początkowo we Wrocławiu od 1962 roku. Wydawcą jest Pracownia Historii Czasopiśmiennictwa Polskiego XIX i XX wieku Instytutu Badań Literackich PAN. 
Pismo publikuje artykuły naukowe z dziejów prasy polskiej. Od 1977 roku wychodziło pod nazwą: "Kwartalnik Historii Prasy Polskiej". Od 1998 wychodzi z kolei pod nazwą "Rocznik Historii Prasy Polskiej". Wydawcą jest Komisja Prasoznawcza PAN w Krakowie.